# Komádi
Komádi ist eine ungarische Stadt im Kreis Berettyóújfalu im Komitat Hajdú-Bihar.

## Geografie
Komádi liegt 25 Kilometer südlich der Kreisstadt Berettyóújfalu an dem Fluss Sebes-Körös und grenzt an das Komitat Békés sowie an folgende Gemeinden:
| Darvas Csökmő                | Zsáka                                       |                |
| Újiráz                       | Kompassrose, die auf Nachbargemeinden zeigt | Magyarhomorog  |
| Vésztő (BE) Körösújfalu (BE) | Zsadány (BE)                                | Biharugra (BE) |

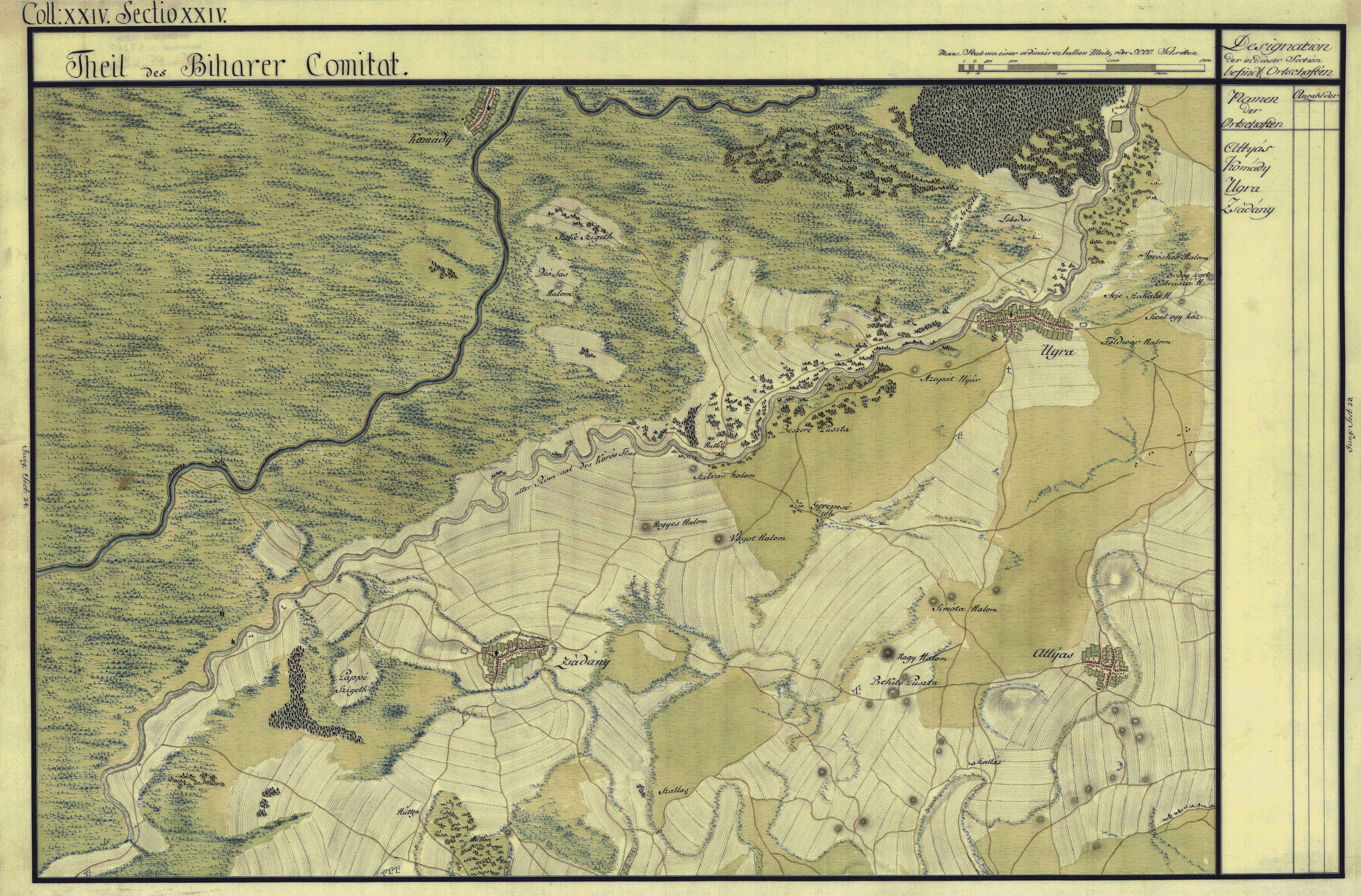
Komadi (Mitte oben) um 1782 (Aufnahmeblatt der Josephinischen Landesaufnahme)
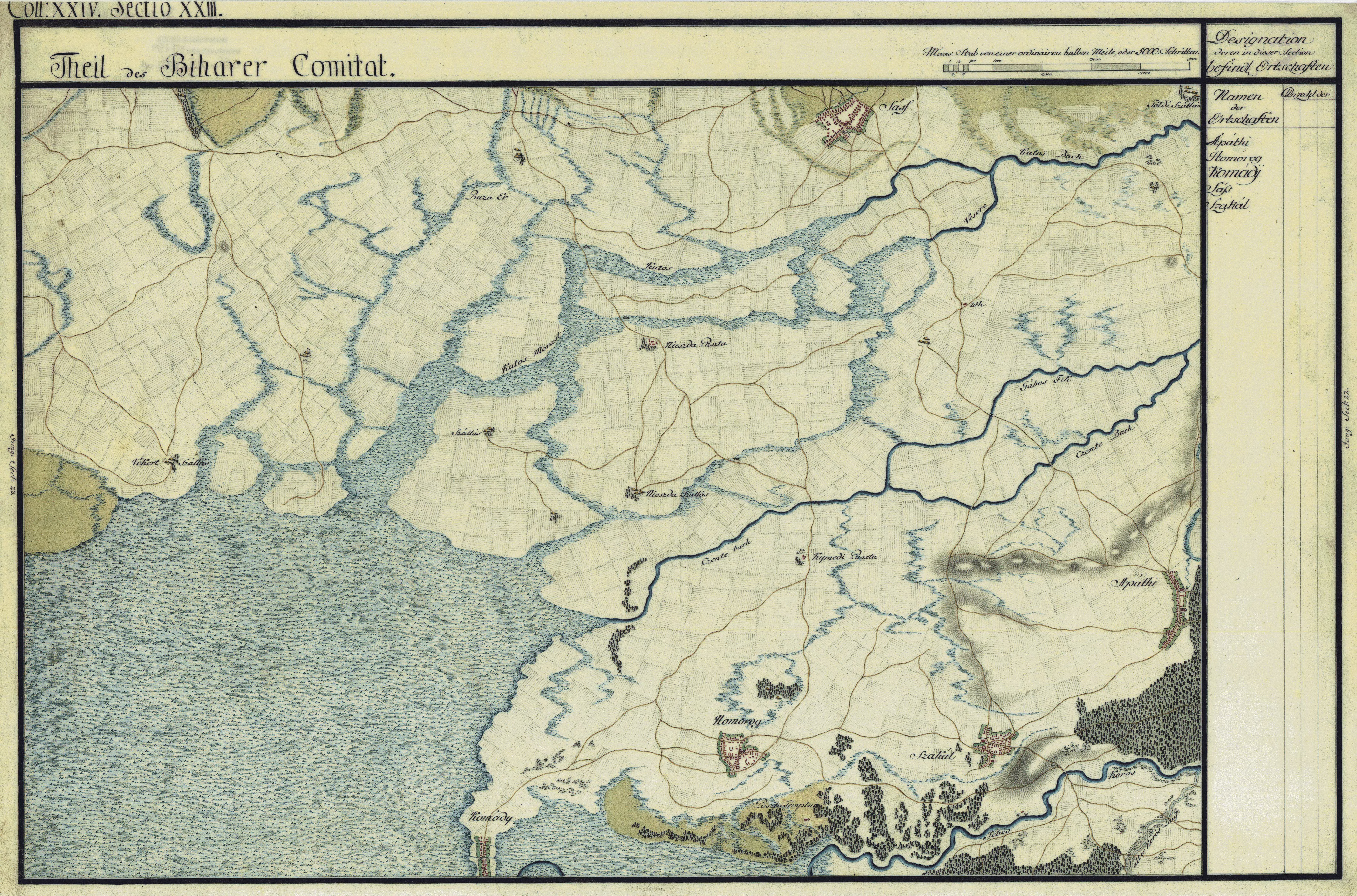
Komadi (Mitte unten) um 1782 (Aufnahmeblatt der Josephinischen Landesaufnahme)
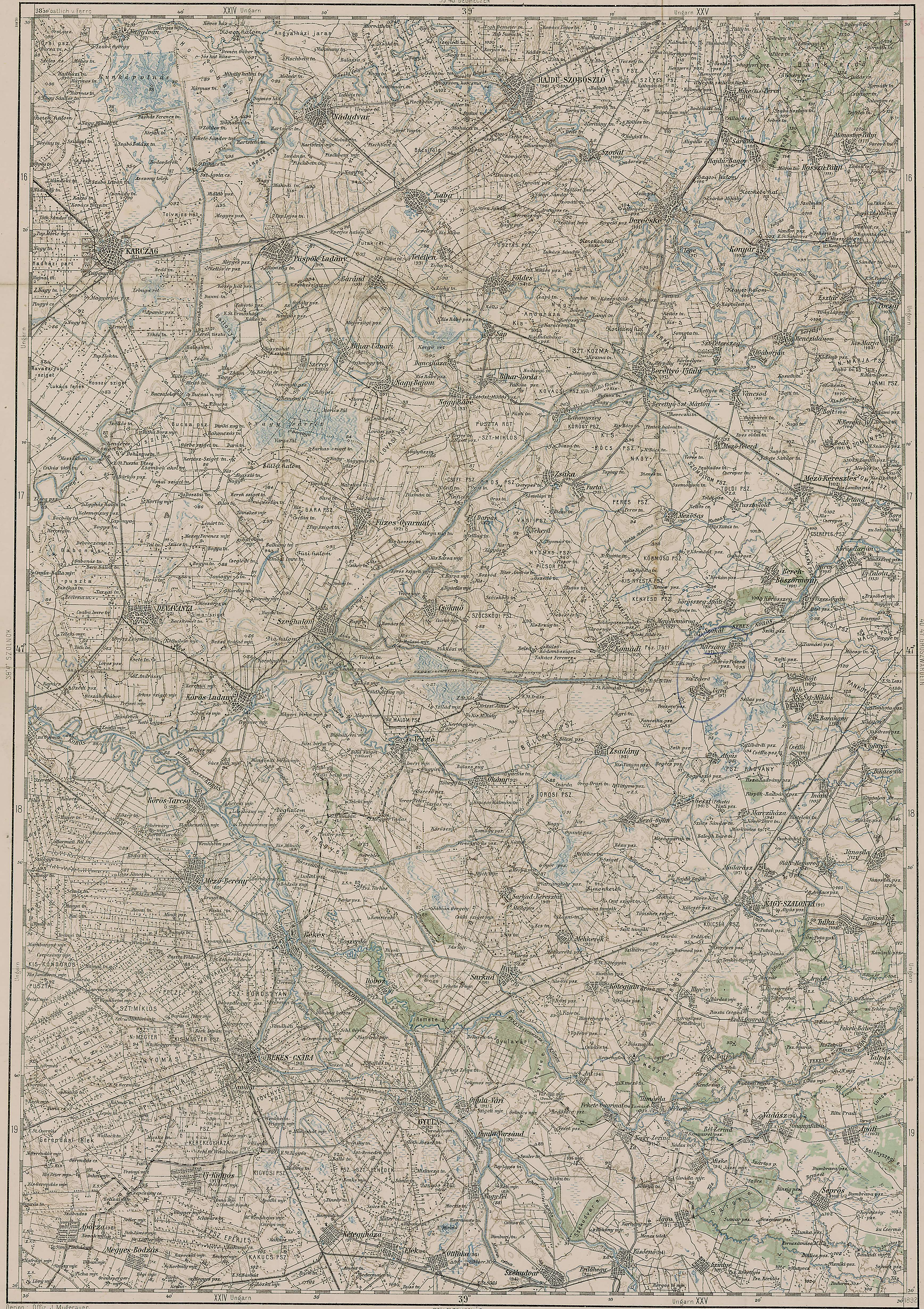
Komádi (N 47°; O 39° 10') um 1892 (Aufnahmeblatt der Franzisco-Josephinischen Landesaufnahme)
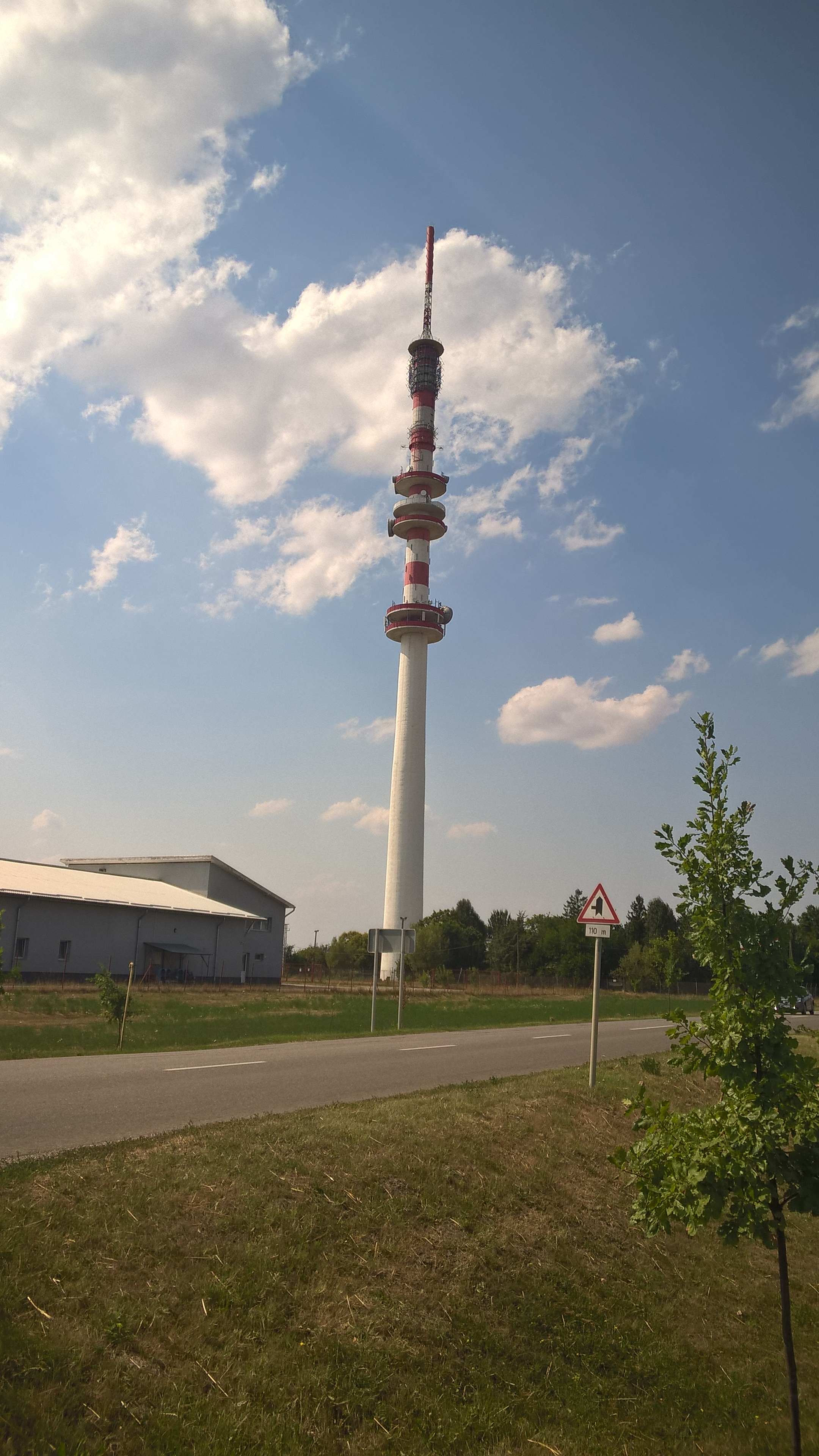
Fernsehturm
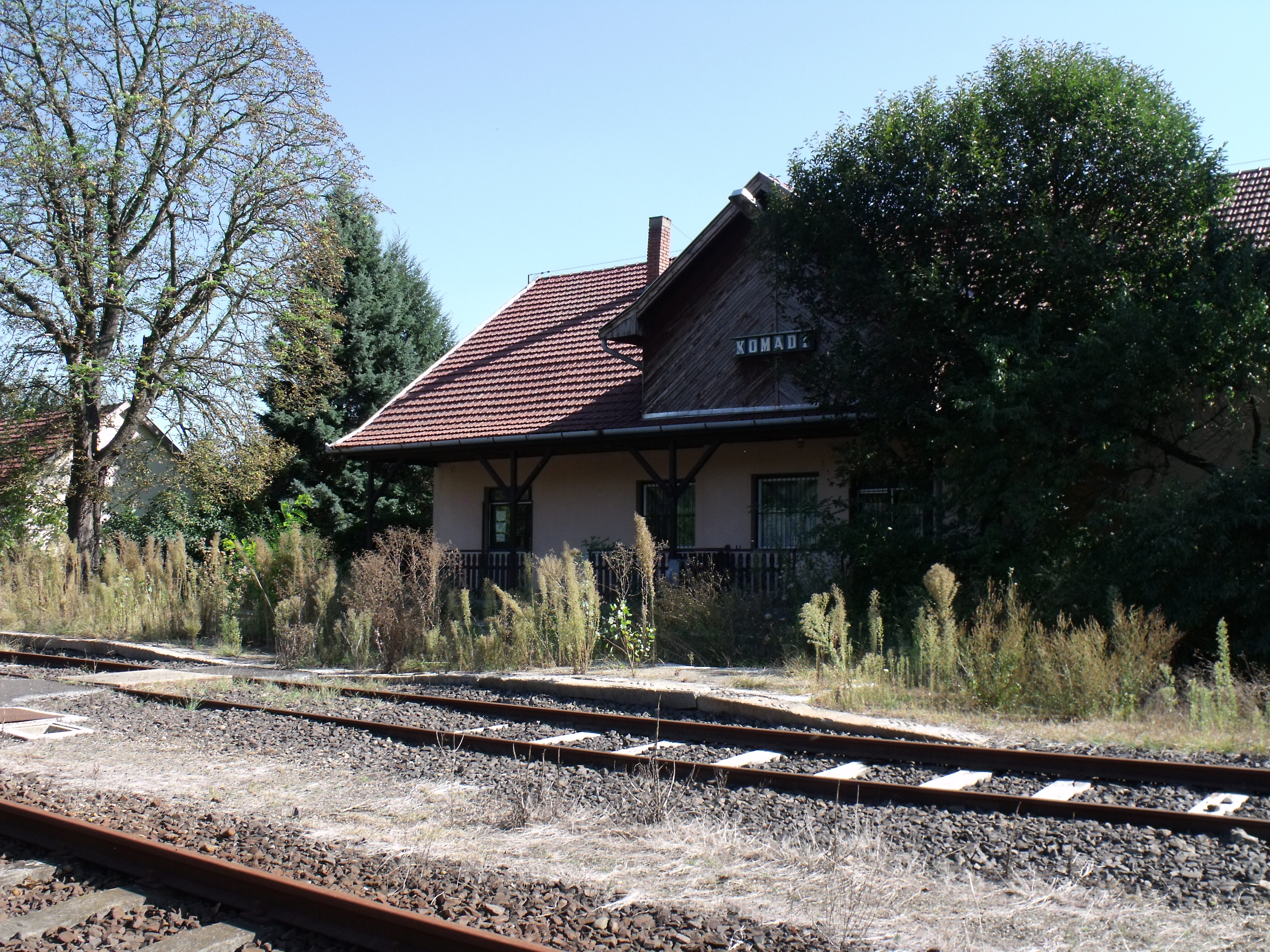
Ehemaliger Bahnhof
Post und Apotheke

## Sehenswürdigkeiten
- 1848/1849er-Denkmal, erschaffen von Lajos Győrfi
- 1956er-Denkmal, erschaffen von Gabriella Birizdó
- Reformierte Kirche, erbaut 1839–1843
- Römisch-katholische Kirche Jézus Szíve, erbaut 1930
- Skulptur Ülő nő, erschaffen von Árpád Somogyi
- Fernsehturm, erbaut 1968, Höhe 185,5 m

## Verkehr
In Komádi treffen die Landstraßen Nr. 4215, Nr. 4219 und Nr. 4221 aufeinander. Im Ort gibt es einen Bahnhof, jedoch wurde der Personenverkehr auf der Bahnstrecke Gyoma–Körösnagyharsány 2009 eingestellt. Es bestehen Busverbindungen nach Berettyóújfalu sowie über Zsadány nach Sarkadkeresztúr. Der nächstgelegene Bahnhof für Reisende befindet sich südwestlich in Vésztő.